# Olympische Winterspiele 1948/Teilnehmer (Island)
| Gelbes Symbol für Goldmedaillen mit stilisierten Olympischen Ringen | Graues Symbol für Silbermedaillen mit stilisierten Olympischen Ringen | Braundes Symbol für Bronzemedaillen mit stilisierten Olympischen Ringen |
| ------------------------------------------------------------------- | --------------------------------------------------------------------- | ----------------------------------------------------------------------- |
| —                                                                   | —                                                                     | —                                                                       |

Island nahm an den V. Olympischen Winterspielen 1948 in St. Moritz mit einer Delegation von 4 Athleten teil.
| Männliche Teilnehmer aus Island | Männliche Teilnehmer aus Island | Männliche Teilnehmer aus Island | Männliche Teilnehmer aus Island | Männliche Teilnehmer aus Island |
| Sportart                        | Sportler                        | Disziplin                       | Platz                           | Bemerkung                       |
| ------------------------------- | ------------------------------- | ------------------------------- | ------------------------------- | ------------------------------- |
| Ski Alpin                       | Magnús Brynjólfsson             | Abfahrt                         | 64                              |                                 |
| Ski Alpin                       | Magnús Brynjólfsson             | Kombination                     | 48                              |                                 |
| Ski Alpin                       | Guðmundur Guðmundsson           | Abfahrt                         | 98                              |                                 |
| Ski Alpin                       | Guðmundur Guðmundsson           | Spezialslalom                   | 59                              |                                 |
| Ski Alpin                       | Guðmundur Guðmundsson           | Kombination                     | 67                              |                                 |
| Ski Alpin                       | Þórir Jónsson                   | Abfahrt                         | 96                              |                                 |
| Ski Alpin                       | Þórir Jónsson                   | Kombination                     | 65                              |                                 |
| Ski Nordisch                    | Jónas Þórarinn Ásgeirsson       | Spezialsprunglauf               | 37                              |                                 |